# Ishura
Ishura  (яп. 異修羅, Ішура) — серія ранобе, написана Кейсо. Спочатку опубліковувалась на вебсайтах Kakuyomu та Shōsetsuka ni Narō, перш ніж була придбана ASCII Media Works яке випускає серію під імпринтом Dengeki no Shin Bungei з ілюстраціями Курети. Станом на грудень 2024 року опубліковано десять томів. Адаптація манґи, ілюстрована Меґурі, розпочала серіалізацію в журналі «Monthly Shōnen Magazine» (видавництво Kodansha) у березні 2021 року. До червня 2024 року глави були зібрані у чотири танкобони. Аніме-телесеріал, виробництвом якого займалися студії Passione та Sanzigen, транслювався з січня по березень 2024 року. Другий сезон вийшов в ефір у період з січня по березень 2025 року.

## Сюжет
Король демонів загинув. Проте, численні «Шури» — напівбоги, здатні здолати його — залишилися й тепер фактично вільні робити все, що забажають. Деякі з них стають завойовниками, тоді як інші мандрують, байдужі до навколишнього світу. Таким чином, через те, що особа того, хто вбив короля демонів, залишається загадкою, ці чемпіони починають конфлікти між собою, щоб визначити наймогутнішого та здобути титул «Істинного Героя».

## Персонажі

### Шури
Соуджіро Вербовий Меч (яп. 柳の剣のソウジロウ, Yanagi no Tsurugi no Sōjirō)
Сейю: Юкі Каджі
Хлопець, перенесений з іншого світу, Соуджіро є надзвичайно сильним мечником, здатним самотужки розгромити цілу армію. Він мандрує світом у пошуках гідних супротивників. Однак його виняткова сила робить його байдужим до проблем звичайних людей.
Алус Зоряний Бігун (яп. 星馳せアルス, Hoshihase Arusu)
Сейю: Джун Фукуяма
Мутант-віверн, що має три додаткові руки з протиставленими пальцями, які дозволяють йому володіти зброєю, роблячи його неперевершеним у повітрі. Будучи представником природно жадібного виду, він прагне дедалі більшого багатства та слави.
Дакай Сорока (яп. 鵲のダカイ, Kasasagi no Dakai)
Сейю: Соїчіро Хоші
Колишній бандит, який також був перенесений з іншого світу. Наразі він служить Новому Князівству Літія як його головний правоохоронець та шпигун.
Реґнеджі Сутінкові Крила (яп. 夕暉の翼レグネジィ, Sekki no Tsubasa Regunejī)
Сейю: Шотаро Морікубо
Віверн, що володіє геніальним інтелектом і перетворив свою зграю на могутню армію. Він має міцний зв'язок з Курте, прийомною донькою правительки Нового Князівства Літія, що спонукає його надавати місту-державі свої сили та служити йому як найкращий генерал.
Кіа Світове Слово (яп. 世界詞のキア, Sekaishi no Kia)
Сейю: Аой Юкі
Молода ельфійська чаклунка незмірної сили, здатна змінювати реальність лише своїми словами. Однак, народившись і виховавшись усе життя в ельфійській спільноті, вона дуже наївна щодо зовнішнього світу, не усвідомлюючи, що її наставниця, Елеа, використовує її у власних цілях.
Ніхіло Вихрове Скупчення (яп. 濫回凌轢ニヒロ, Rankai Ryōreki Nihiro)
Сейю: Ріе Такахаші
Ревенант, створений володарем демонів. Вона раніше утримувалася в полоні в Ауреатії, доки не погодилася на угоду про визнання вини: її свобода в обмін на допомогу у війні нації проти Нового Князівства Літія.
Шалк Звукоріз (яп. 音斬りシャルク, Otogiri Sharuku)
Сейю: Коічі Ямадера
Немертвий скелет-найманець, відомий своєю неймовірною швидкістю. Наразі він працює на Нове Князівство Літія.
Хігуаре Пелагічний (яп. 海たるヒグアレ, Umitaru Higuare)
Сейю: Томоказу Сугіта
Гладіатор-мандрагора, найнятий Новим Князівством Літія. Хоча він є чудовиськом і вправним вбивцею, відомим своєю нескінченною низкою перемог на арені, він має м'який характер і розмовляє ввічливо.
Кузе Прохідна Катастрофа (яп. 通り禍のクゼ, Tōri-ka no Kuze)
Сейю: Шін-ічіро Мікі
Паладин, що прагне відродити свій зникаючий орден, виконуючи небезпечні місії як найманий вбивця. Однак насправді його сили повністю походять від його ангельської партнерки, Настік, яка є справжнім Шурою, а не він.
Настік Тиха Співачкаr (яп. 静かに歌うナスティーク, Shizuka ni Utau Nasutīku)
Сейю: Юі Хоріе
Ангельська партнерка Кузе та джерело його сил, невидима нікому, крім нього. Вона є справжнім Шурою між ними і має владу над самою смертю, миттєво вбиваючи кожного, хто йому загрожує, незалежно від сили.
Меле Горизонтний Рев (яп. 地平砲メレ, Chiheihō Mere)
Сейю: Рікія Кояма
Лучник-Гігант, який служить захисником Ріверстеда Сайн.
Лінаріс Обсидіанова (яп. 黒曜リナリス, Kokuyō Rinarisu)
Сейю: Нао Тояма
Вампір, яка є лідеркою Обсидіанових Очей.
Тороа Жахливий (яп. おぞましきトロア, Ozomashiki Toroa)
Сейю: Дайсуке Оно
Мечник, який володіє кількома магічними мечами.
Местелексил Скриня Відчайдушних Знань (яп. 窮知の箱のメステルエクシル, Kyūchi no Hako no Mesuteru Ekushiru)
Сейю: Аюму Мурасе
Конструкт, створений Кіязуною Колесом.
Хірото Парадокс (яп. 逆理のヒロト, Gyakuri no Hiroto)
Сейю: Мегумі Огата
Сіроволоса дитина, яка володіє винятковими комунікативними навичками. Ці навички дозволили йому мати зв'язки з впливовими людьми.

### Ауреатія
Ауреатія (яп. 黄都, Кото, «Золота столиця») найбільша держава в сеттінгу. Її уряд складається з 29 офіційних осіб.
Джелкі Швидке Чорнило (яп. 速き墨ジェルキ, Hayaki Sumi Jeruki)
Сейю: Такехіто Коясу
Посідає третє місце серед офіційних осіб. Це витончений чоловік, який часто співпрацює з Хідоу.
Харґент Тишитель (яп. 静寂なるハルゲント, Seijaku Naru Harugento)
Сейю: Акіо Оцука
Посідає шосте місце серед генералів. Військовий генерал у армії Королівства Ауреатія. Він має тісні, але напружені стосунки з Алусом: колись він врятував мутанта-віверна в юному віці, але згодом почав жалкувати про це, дізнавшись про його діяння.
Елеа Червона Мітка (яп. 赤い紙箋のエレア, Akai Shisen no Erea)
Сейю: Маміко Ното
Наставниця Кіа, яка навчає її контролювати свої здібності. Однак насправді вона є сімнадцятою офіційною особою Ауреатії та очолює національну шпигунську мережу. Вона планує використовувати таланти своєї протеже для просування власних політичних цілей. Попри це, проводячи більше часу разом, вона поступово починає щиро піклуватися про Кіа.
Ену Далеке Дзеркало (яп. 千里鏡のエヌ, Senrikyō no Enu)
Сейю: Рьота Осака
Тринадцятий міністр серед Двадцяти дев'яти офіційних осіб Ауреатії.
Хідоу Затиск (яп. 鎹のヒドウ, Kasugai no Hidō)
Сейю: Нобухіко Окамото
Посідає двадцяте місце серед офіційних осіб. Молодий аристократ і міністр з Ауреатії, а також роботодавець Кузе.

### Нове Князівство Літія
Нове Князівство Літія (яп. リチア新公国, Lichia Shinkouku) — місто-держава, що прагне незалежності від Ауреатії.
Тарен Покарана (яп. 警めのタレン, Imashime no Taren)
Сейю: Ромі Парк
Правителька Літії та колишній двадцять третій генерал Ауреатії. Після прохань свого народу щодо незалежності міста, вона дезертирувала та почала збирати могутніх союзників, готуючись до війни за відділення. Зрештою, її повстання було придушене, і Кузе та Настік вбили її.
Курте Ясне Небо (яп. 晴天のカーテ, Seiten no Kāte)
Сейю: Сора Амамія
Сліпа прийомна донька Тарен, яка має тісні стосунки з Реґнеджі, не усвідомлюючи, що він віверн через свою інвалідність. Вона випадково загинула від рук Алуса, коли була вражена тією ж атакою, що вбила Реґнеджі. У свої останні хвилини вона дізналася про його справжню природу, але прийняла його, незважаючи ні на що.
Лана Місячна Буря (яп. 月嵐のラナ, Getsu no Rana)
Сейю: Юмірі Ханаморі
Агент розвідки, що працювала на Нове Князівство Літія, вербуючи могутніх союзників. Однак насправді вона була подвійним агентом, що працював на Ауреатію, передаючи їм інформацію. Вона також була знайома з Елеа і була вбита нею, коли та дізналася про існування Кіа.

### Інші
Юно Далекий Кіготь (яп. 遠い鉤爪のユノ, Tōi Kagizume no Yuno)
Сейю: Рейна Уеда
Колишня мешканка Лабіринтового Міста Наган, яке було зруйноване големами. Попри те, що її врятував Соуджіро, вона дуже сильно обурюється його байдужістю до слабких і пропонує йому стати провідником у світі, сподіваючись знайти когось, хто зможе його вбити. Проте, в міру їхньої подорожі, її ненависть поступово зникає.
Кууро Обережна (яп. 戒心のクウロ, Kaishin no Kūro)
Сейю: Марія Ісе
Лепрекон, яка раніше була вбивцею для «Обсидіанових Очей».
Кюней Мандрівниця (яп. 彷いのキュネー, Mayoi no Kyunē)
Сейю: Міку Іто
Крилатий гомункул, який є компаньйоном Кууро.
Кіязуна Вісь (яп. 軸のキヤズナ, Jiku no Kiyazuna)
Сейю: Кудзіра
Самопроголошений Король демонів, який створив Местелексила — Скриню Відчайдушних Знань.

## Медіа

### Ранобе
Серія Ішура написана Кейсо. Вона розпочалася як веброман, вперше опублікована на сайті Kakuyomu 30 червня 2017 року. Згодом, 2 липня 2017 року, вона також з'явилася на сайті Shōsetsuka ni Narō. Пізніше серію придбало видавництво ASCII Media Works, яке публікує її під своїм імпринтом Dengeki no Shin Bungei. Перший том вийшов 17 вересня 2019 року. Станом на грудень 2024 року видано десять томів.
У вересні 2021 року видавництво Yen Press оголосило про придбання ліцензії на серію для публікації англійською мовою. Перший том вийшов 3 травня 2022 року. Їхній імпринт Yen Audio розпочав випуск англійської аудіокниги 10 жовтня 2023 року. В аудіокнизі представлені голоси Кріса Герреро та Емілі Бауер.

#### Томи
| №  | Назва                                                                         | Дата виходу     | ISBN                   |
| -- | ----------------------------------------------------------------------------- | --------------- | ---------------------- |
| 1  | The New Demon King War Shin Maō Sensō (新魔王戦争)                            | 17 вересня 2019 | ISBN 978-4-04-912564-1 |
| 2  | The Particle Storm in the Realm of Slaughter Sakkai Mijin Arashi (殺界微塵嵐) | 17 березня 2020 | ISBN 978-4-04-912895-6 |
| 3  | Voiceless Calamity Zessoku Musei-ka (絶息無声禍)                              | 12 серпня 2020  | ISBN 978-4-04-913205-2 |
| 4  | Judgement of Light and Shadow Kōin Eiyū Kei (光陰英雄刑)                      | 17 лютого 2021  | ISBN 978-4-04-913532-9 |
| 5  | Grotesque Seeds Lay Dormant Senzai Igyōshu (潜在異形種)                       | 17 вересня 2021 | ISBN 978-4-04-913739-2 |
| 6  | Glory Usurper Eikō Sandatsu-sha (栄光簒奪者)                                  | 15 липня 2022   | ISBN 978-4-04-914157-3 |
| 7  | Frozen Finale Kkō Shūkyoku-ten (決凍終極点)                                   | 17 лютого 2023  | ISBN 978-4-04-914864-0 |
| 8  | Blades of the Heretics Rangun Gedōken (乱群外道剣)                            | 17 жовтня 2023  | ISBN 978-4-04-915172-5 |
| 9  | Den of Divine Tragedies Kyō Yō Zōshoku su (凶夭増殖巣)                        | 16 лютого 2024  | ISBN 978-4-04-915466-5 |
| 10 | Junkyō to Ko Gyō (殉教徒孤行)                                                 | 17 грудня 2024  | ISBN 978-4-04-915829-8 |

### Манґа
Адаптація манґи, ілюстрована Меґурі, розпочала серіалізацію в журналі «Monthly Shōnen Magazine» видавництва Kodansha 5 березня 2021 року. Видавництво Kodansha зібрало її глави в окремі томи-танкобони, перший з яких вийшов 16 липня 2021 року. Станом на 17 червня 2024 року було випущено чотири томи.

#### Томи
| № | Дата виходу    | ISBN                   |
| - | -------------- | ---------------------- |
| 1 | 16 липня 2021  | ISBN 978-4-06-523797-7 |
| 2 | 16 грудня 2021 | ISBN 978-4-06-525794-4 |
| 3 | 15 грудня 2023 | ISBN 978-4-06-527776-8 |
| 4 | 17 червня 2024 | ISBN 978-4-06-535670-8 |

### Аніме
Адаптація аніме-телесеріалу була анонсована 12 лютого 2023 року. Виробництво здійснювалося студією Passione, а режисером виступив Юкі Огава. Головним режисером був Такео Такахасі, а асистенти режисера — Такуя Асаока, Фудзіакі Асарі, Такахіро Мадзіма та Хіронорі Аоягі. Сценарії написав Кента Іхара, дизайн персонажів розробили Йоко Кікучі та Юка Такашіна, музику — Масахіро Токуда, а 3D-анімацію — студія Sanzigen.
Серіал транслювався з 3 січня по 20 березня 2024 року на Tokyo MX та інших телеканалах. Відкриваючою темою стала пісня «Shura ni Otoshite» (яп. 修羅に堕として, «Падіння в різанину»), виконана Sajou no Hana, тоді як заключною темою була «Hakka» (яп. 白花, «Біла квітка»)) у виконанні Кономі Сузукі. Серіал доступний для потокового перегляду на Disney+ (через Star) по всьому світу та на Hulu у Сполучених Штатах.
Після виходу в ефір jcnfyymuj епізоду було анонсовано другий сезон, який транслювався з 8 січня по 26 березня 2025 року. Відкриваючою темою другого сезону є «True Peak», виконана Маю Маешіма, а заключною — «The Iolite», виконана Sajou no Hana.

#### Серії

##### 1 сезон (2024)
| № серії (загалом) | № серії (в сезоні) | Назва серії | Режисер(и)                    | Режисер(и) анімації | Оригінальна дата показу |
| ----------------- | ------------------ | --- | ----------------------------- | ------------------- | ----------------------- |
| 1                 | 1                  | «Soujiro the Willow-Sword» Транслітерація: «Yanagi no Tsurugi no Sōjirō» (яп. 柳の剣のソウジロウ)                                                              | Такуя Асаока                  | Такео Такахасі      | 3 січня 2024            |
| 2                 | 2                  | «Alus the Star Runner» Транслітерація: «Hoshihase Arusu» (яп. 星馳せアルス)                                                                                    | Фудзіакі Асарі                | Юкі Огава           | 10 січня 2024           |
| 3                 | 3                  | «Dakai the Magpie and Regnejee the Wings of Sunset» Транслітерація: «Kasasagi no Dakai to Sekki no Tsubasa Regunejī» (яп. 鵲のダカイと夕暉の翼レグネジィ)      | Такахіро Мадзіма              | Нарусе Такахаші     | 17 січня 2024           |
| 4                 | 4                  | «Nihilo the Vortical Stampede and Kia the World Word» Транслітерація: «Rankai Ryōreki Nihiro to Sekaishi no Kia» (яп. 濫回凌轢ニヒロと世界詞のキア)            | Хіронорі Аоягі                | Такаші Сано         | 24 січня 2024           |
| 5                 | 5                  | «Higuare the Pelagic and Nastique the Quiet Singer» Транслітерація: «Umitaru Higuare to Shizuka ni Utau Nasutīku» (яп. 海たるヒグアレと静かに歌うナスティーク) | Фудзіакі Асарі & Сатоші Саґа  | Ікуо Морімото       | 31 січня 2024           |
| 6                 | 6                  | «Gathering of Factions» Транслітерація: «Jin'ei Shūketsu» (яп. 陣営集結)                                                                                       | Хіронорі Аоягі                | Нарусе Такахаші     | 7 лютого 2024           |
| 7                 | 7                  | «War Commences» Транслітерація: «Kōsen Kaishi» (яп. 交戦開始)                                                                                                  | Такахіро Мадзіма              | Ікуо Морімото       | 14 лютого 2024          |
| 8                 | 8                  | «The New Demon King War» Транслітерація: «Shin Maō Sensō» (яп. 新魔王戦争)                                                                                     | Хірокі Морітомо & Шунічі Като | Юкі Огава           | 21 лютого 2024          |
| 9                 | 9                  | «Fire From the Sky» Транслітерація: «Sora Kara no Senka» (яп. 空からの戦火)                                                                                    | Фудзіакі Асарі                | Ікуо Морімото       | 28 лютого 2024          |
| 10                | 10                 | «Vanishing Calamity» Транслітерація: «Kieru Saiyaku» (яп. 消える災厄)                                                                                          | Такахіро Мадзіма              | Такаші Сано         | 6 березня 2024          |
| 11                | 11                 | «When the Sun Sets» Транслітерація: «Rakujitsu no Toki» (яп. 落日の時)                                                                                         | Хіронорі Аоягі                | Нарусе Такахаші     | 13 березня 2024         |
| 12                | 12                 | «Shura» (яп. 修羅) | Хіронорі Аоягі                | Нарусе Такахаші     | 20 березня 2024         |

##### 2 сезон (2025)
| № серії (загалом) | № серії (в сезоні) | Назва серії | Режисер(и)                 | Режисер(и) анімації     | Оригінальна дата показу |
| ----------------- | ------------------ | --- | -------------------------- | ----------------------- | ----------------------- |
| 13                | 1                  | «Mele the Horizon's Roar» Транслітерація: «Chiheihō, Mere» (яп. 地平咆、メレ) | Такахіро Мадзіма           | Такео Такахасі          | 8 січня 2025            |
| 14                | 2                  | «Linaris the Obsidian» Транслітерація: «Kokuyō, Rinarisu» (яп. 黒曜、リナリス) | Хіронорі Аоягі             | Нарусе Такахаші         | 15 січня 2025           |
| 15                | 3                  | «Toroa the Awful and Mestelexil the Box of Desperate Knowledge» Транслітерація: «Ozomashiki Toroa to Kyūchi no Hako no Mesuteru Ekushiru» (яп. おぞましきトロアと窮知の箱のメステルエクシル) | Фудзіакі Асарі             | Нарусе Такахаші         | 22 січня 2025           |
| 16                | 4                  | «Atrazek the Particle Storm, Part One» Транслітерація: «Mijin Arashi Atorazeku Zenpen» (яп. 微塵嵐アトラゼク・前篇)                                                                          | Тацуя Ісігуро              | Нарусе Такахаші         | 29 січня 2025           |
| 17                | 5                  | «Atrazek the Particle Storm, Part Two» Транслітерація: «Mijin Arashi Atorazeku Kōhen» (яп. 微塵嵐アトラゼク・後篇)                                                                           | Такахіро Мадзіма           | Ікуо Морімото           | 5 лютого 2025           |
| 18                | 6                  | «Rosclay the Absolute» Транслітерація: «Zettainaru Rosukurei» (яп. 絶対なるロスクレイ) | Фудзіакі Асарі             | Нарусе Такахаші         | 12 лютого 2025          |
| 19                | 7                  | «Lucnoca the Winter and Psianop the Inexhaustible Stagnation» Транслітерація: «Fuyu no Rukunoka to Mujin Muryū no Saianopu» (яп. 冬のルクノカと無尽無流のサイアノプ)                         | Хіронорі Аоягі & Юкі Огава | Такаші Сано             | 19 лютого 2025          |
| 20                | 8                  | «Uhak the Silent» Транслітерація: «Fugon no Uhaku» (яп. 不言のウハク) | Сатоші Саґа & Шунічі Като  | Ікуо Морімото           | 26 лютого 2025          |
| 21                | 9                  | «Kazuki the Black Tone» Транслітерація: «Kuroi Neiro no Kazuki» (яп. 黒い音色のカヅキ) | Такахіро Мадзіма           | Нарусе Такахаші         | 5 березня 2025          |
| 22                | 10                 | «Tu the Magic» Транслітерація: «Mahō no Tsū» (яп. 魔法のツー) | Фудзіакі Асарі             | Нарусе Такахаші         | 12 березня 2025         |
| 23                | 11                 | «Hiroto the Paradox» Транслітерація: «Gyakuri no Hiroto» (яп. 逆理のヒロト) | Хіронорі Аоягі             | Юкі Огава & Кендзі Сето | 19 березня 2025         |
| 24                | 12                 | «Shiki, Enemy of All» Транслітерація: «Subete no Teki, Shiki» (яп. 全ての敵、シキ) | Такахіро Мадзіма           | Юкі Огава               | 26 березня 2025         |

## Сприйняття
Чіріучі Таніґучі з Real Sound високо оцінив серію, зокрема відзначивши її чудовий акторський склад персонажів та унікальний наратив.
У довіднику Kono Light Novel ga Sugoi! серія посіла перше місце в категорії танкобонів у 2021 році, отримавши найбільшу кількість голосів серед усіх серій за всю історію довідника.

## Нотатки
1. ↑  Призначений головним режисером (яп. 総監督, Sō Kantoku)
2. ↑  Виробництво анімації (яп. アニメーション制作)
3. ↑  Виробництво комп'ютерної анімації (яп. CGアニメーション制作)